# Pinnow (bei Schwerin)
Pinnow ist eine Gemeinde östlich der Landeshauptstadt Schwerin. Sie wird vom Amt Crivitz mit Sitz in Crivitz verwaltet.

## Geografie
Pinnow liegt in der Nähe des Ostufers des Schweriner Sees, östlich des Pinnower Sees und westlich der Warnow. Im Gemeindegebiet befinden sich mit dem Pinnower Kiessee und einem Kiessee bei Pinnow Ausbau, die durch Kiesabbau entstanden sind, zwei weitere große Gewässer. Durch Pinnow fließt die Bietnitz, weitere Fließgewässer sind neben der Warnow im Osten auch der Mühlenfließ im Norden. Im Gemeindegebiet Pinnow gibt es das Naturschutzgebiet Trockenhänge am Petersberg beidseits des Flugplatzes Pinnow. Die höchsten Erhebungen im Gemeindegebiet erreichen 75 m ü. NHN.
Umliegende Städte sind Schwerin und Crivitz. Zu Pinnow gehören die Ortsteile Godern, Neu Godern und Petersberg.

## Geschichte
Pinnow wurde im Jahr 1265 erstmals als Pinnowe urkundlich erwähnt. Der Ortsname leitet sich vom altslawischen Wort pĭnĭ für Baumstamm ab und bedeutet Ort, wo Baumstämme sind oder Waldort. Im Jahr 1315 fiel Pinnow an das Kloster Rehna. Im 14. Jahrhundert entstand die Kirche als frühgotischer Backsteinbau. Am Ende des Dreißigjährigen Krieges brannte Pinnow ab und wurde zur Wüstung. Von diesem Rückschlag erholte sich die Gemeinde nur sehr langsam. Von 1815 bis 1918 gehörte Pinnow zum Großherzogtum Mecklenburg-Schwerin, von 1919 bis 1933 zum Freistaat Mecklenburg-Schwerin und von 1934 bis 1952 zum Land Mecklenburg. Nach 1952 kam Pinnow zum Kreis Schwerin-Land im Bezirk Schwerin und 1990 zum Land Mecklenburg-Vorpommern. Am Südostufer des Pinnower Sees entstand in den 1950er Jahren eine ausgedehnte Wochenendsiedlung. Nahe Petersberg entstand der Sportflugplatz. Durch die Nähe zur Landeshauptstadt Schwerin und die landschaftlich schöne Lage entstanden nach 1990 mehrere große Wohngebiete im Dorf.
Zum 1. Januar 2012 wurde Godern nach Pinnow eingemeindet.

## Bevölkerung
| Jahr | Einwohner |
| ---- | --------- |
| 1990 | 0450      |
| 1995 | 1127      |
| 2000 | 1720      |
| 2005 | 1643      |
| 2010 | 1524      |
| 2015 | 1933      |

| Jahr | Einwohner |
| ---- | --------- |
| 2020 | 2028      |
| 2021 | 2025      |
| 2022 | 2038      |
| 2023 | 2042      |

 Stand: 31. Dezember des jeweiligen Jahres

## Politik

### Gemeindevertretung
Die Gemeindevertretung von Pinnow besteht aus 12 Mitgliedern. Die Kommunalwahl am 9. Juni 2024 führte bei einer Wahlbeteiligung von 83,1 % zu folgendem Ergebnis:
| Partei / Wählergruppe                           | Stimmenanteil 2019 | Sitze 2019 |  | Stimmenanteil 2024 | Sitze 2024 |
| ----------------------------------------------- | ------------------ | ---------- |  | ------------------ | ---------- |
| Offene Liste Godern und Pinnow                  | 30,9 %             | 4          |  | 52,5 %             | 7          |
| Wählergemeinschaft Pinnow (WGP)                 | 39,6 %             | 5          |  | 19,6 %             | 2          |
| CDU                                             | 18,0 %             | 2          |  | 17,9 %             | 2          |
| Aktive Wählergemeinschaft für Godern und Pinnow | 11,4 %             | 1          |  | 10,1 %             | 1          |
| Insgesamt                                       | 100 %              | 12         |  | 100 %              | 12         |

### Bürgermeister
- 2004–2020: Andreas Zapf
- seit 2024: Günter Tiroux

Bei der Bürgermeisterwahl am 26. Mai 2019 wurde Zapf mit 68,9 % der gültigen Stimmen wiedergewählt. Er trat zum 31. Dezember 2020 von seinem Amt zurück.
Am 30. Mai 2021 wurde Tiroux mit 77,6 % der gültigen Stimmen zu seinem Nachfolger gewählt. Am 9. Juni 2024 wurde er mit 64,2 % der gültigen Stimmen in seinem Amt bestätigt. Seine Amtsdauer beträgt fünf Jahre.

### Wappen
| Wappen von Pinnow | Blasonierung: „In Gold auf grünem Hügel stehend das rot behaarte und bebartete, blau gekleidete Petermännchen mit blauem Hut nebst silberner Feder, mit silberner Halskrause, silbernem Besatz und silbernen Ärmelstulpen, rotem Gürtel, silbern gespornten roten Stulpenstiefeln, in beiden Händen eine silberne Stelze haltend.“ |
| Wappen von Pinnow | Wappenbegründung: In dem Wappen soll mit dem auf einem Hügel stehenden Petermännchen die Verbindung des Schweriner Schlossgeistes zum sagenumwobenen Petersberg bei Pinnow versinnbildlicht werden. Jüngeren Volksüberlieferungen zufolge habe Petermännchen seine eigentliche Wohnung in jenem Berge gehabt, sei aber in einer Nacht durch die Luft nach Schwerin hinübergezogen und habe sich im Schloß daselbst angesiedelt. Das Wappen wurde von dem Schweriner Heraldiker Heinz Kippnick gestaltet. Es wurde am 16. Januar 2001 durch das Ministerium des Innern genehmigt und unter der Nr. 233 der Wappenrolle des Landes Mecklenburg-Vorpommern registriert. |

### Flagge
Die Gemeinde verfügt über keine amtlich genehmigte Flagge.

### Dienstsiegel
Das Dienstsiegel zeigt das Gemeindewappen mit der Umschrift „GEMEINDE PINNOW“.

## Sehenswürdigkeiten und Kultur

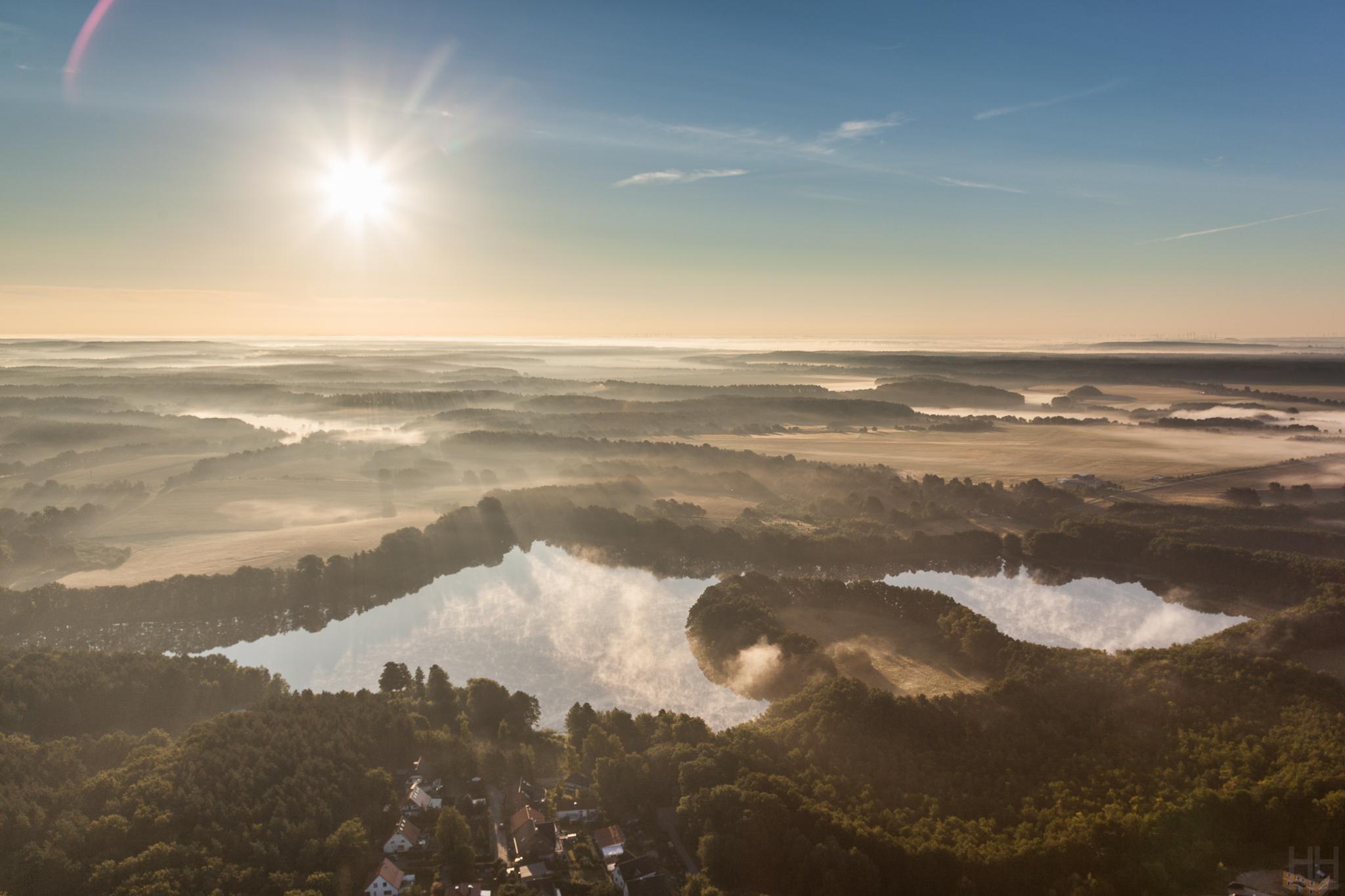
Mühlensee in Godern

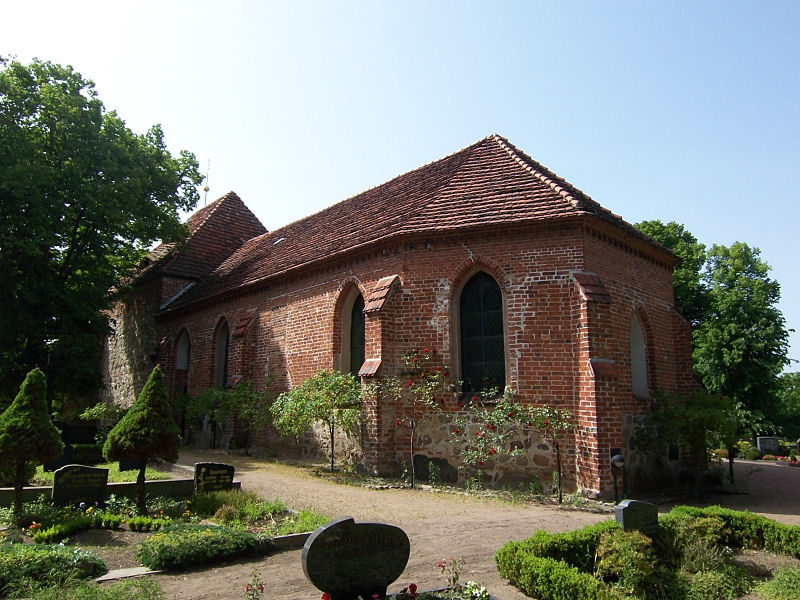
Dorfkirche Pinnow

→ Siehe auch Liste der Baudenkmale in Pinnow (bei Schwerin)
- Pinnower See und Mühlensee
- Petersberg (Petermännchenberg)
- Ensemble Dorfkirche, Alte Schule, Pfarrhaus
  - Gotische, einschiffige Backsteinkirche vom 14. Jahrhundert; Turm nur als Unterbau aus Feldstein mit Walmdach, Nordanbau in Fachwerk; im Innern flache Holzdecke, gotischer Schnitzaltar von um 1500, Kanzelreste von 1592; Sanierung von um 1913 mit neugotischen Elementen

Kino in Pinnow ist eine Veranstaltungsreihe im Gemeindezentrum des Programmkinos des mobilen Kinos Filmklub Güstrow mit dem Kultur- und Heimatverein Pinnow. Der Verein ist Mitglied der regionalen Vertretung des Landesverbandes Filmkommunikation Mecklenburg-Vorpommern.

## Verkehr
Durch das Gemeindegebiet führt die Bundesstraße 321. Über sie ist der Ort über die Bundesautobahn 14 (Anschlussstelle Schwerin-Ost) zu erreichen.
In der Nähe des Ortes befindet sich ein Flugplatz.

## Sport
Pinnow verfügt über mehrere Sportvereine:
- SV Petermännchen Pinnow (Fußball, Tischtennis, Volleyball, Gesundheitssport)
- TC Pinnow (Tennis)
- Fliegerclub Schwerin/Pinnow (Fliegen)

## Film
1983 wurden Teile des DEFA-Films Taubenjule (Regie: Hans Kratzert) in Pinnow gedreht.